# Karlslunda landskommun
Karlslunda landskommun var en kommun i Kalmar län.

## Administrativ historik
Kommunen inrättades som landskommun i Karlslunda socken i Södra Möre härad i Småland när 1862 års kommunalförordningar trädde i kraft. Den uppgick 1952 i Mortorps landskommun, som sedan 1971 uppgick i Kalmar kommun.

## Politik

### Mandatfördelning i Karlslunda landskommun 1938-1946
| 2 | 7 | 5 | 6 |

| 20 |

| 7 | 3 | 10 |

| 20 |

| 9 | 3 | 8 |

| 20 |